# Gorkovszkojei járás

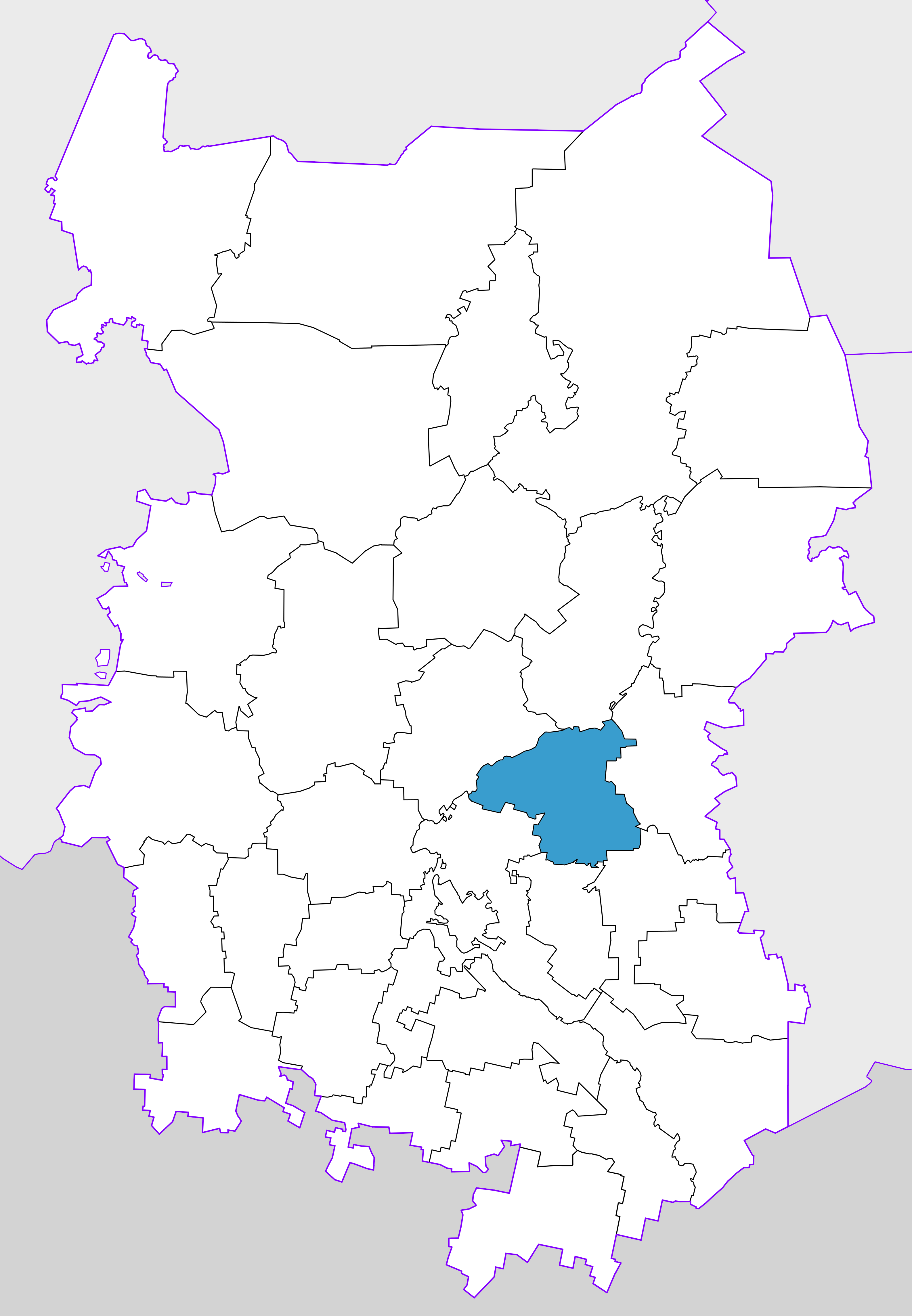
A Gorkovszkojei járás az Omszki területen

A Gorkovszkojei járás (oroszul Горьковский район) Oroszország egyik járása az Omszki területen. Székhelye Gorkovszkoje.

## Népesség
- 1989-ben 28 038 lakosa volt.
- 2002-ben 24 718 lakosa volt, melynek 86,9%-a orosz, 4,3%-a német, 3,7%-a kazah, 0,7%-a tatár.
- 2010-ben 20 807 lakosa volt, melynek 89,1%-a orosz, 3,2%-a kazah, 2,6%-a német, 1,3%-a ukrán, 0,8%-a tatár.